# Duel (Répine)
Pour les articles homonymes, voir Duel (homonymie).
Duel est un tableau peint par Ilia Répine en 1896. Il est conservé à la galerie Tretiakov à Moscou.

## Expositions
Ce tableau a été présenté à l'exposition Répine du Petit Palais à Paris du 5 octobre 2021 au 23 janvier 2022.